# Chortycia (pociąg pancerny)
„Chortycia” (ukr. Бронепотяг „Хортиця”) – ukraiński pociąg pancerny podczas wojny domowej w Rosji
Pociąg powstał w sierpniu 1919 r. z przemianowania improwizowanego pociągu pancernego „Sicz Zaporoska” Ukraińskich Strzelców Siczowych, który uczestniczył wcześniej w walkach z wojskami bolszewickimi. Na stacji kolejowej Chrystynówka do „Siczy Zaporoskiej” został dołączony, wyremontowany w warsztatach kolejowych w Żytomierzu, zdobyczny wagon opancerzony z bolszewickiego pociągu pancernego. Po skierowaniu na front „Chortycia” wspierała walki 3 Żelaznej Dywizji Strzeleckiej z wojskami Białych w rejonie Wapniarki. Następnie walczyła w okolicach Rudnica-Popieluchy. 29 października ponownie brała udział w działaniach pod Wapniarką. Pociąg dostał się pod silny ogień artyleryjski, w wyniku którego zginęło 6 żołnierzy, a 12 zostało rannych, w tym 2 oficerów. 16 listopada na stacji kolejowej Płoskirów, po ciężkiej walce z pociągiem pancernym „Korszun”, uszkodzona „Chortycia” została opuszczona przez załogę. Pociąg opanowali Biali Rosjanie, ale już go nie używali. Nazwa pociągu nawiązuje do wyspy Chortycia, będącej największą wyspą na rzece Dniepr.